# Burstock
Burstock är en ort och civil parish i Storbritannien.   Den ligger i kommunen Dorset och riksdelen England, i den södra delen av landet, 200 km väster om huvudstaden London. Burstock ligger 141 meter över havet och antalet invånare är 120.
Terrängen runt Burstock är platt norrut, men söderut är den kuperad. Runt Burstock är det ganska tätbefolkat, med 86 invånare per kvadratkilometer. Närmaste större samhälle är Yeovil, 18,8 km nordost om Burstock. Trakten runt Burstock består i huvudsak av gräsmarker.